# Прелогар, Элизабет
Элизабет Барчас Прелогар (англ. Elizabeth Barchas Prelogar; род. 1980, Бойсе) — американский юрист. Генеральный солиситор США с октября 2021 года, до этого выполняла обязанности генерального солиситора с 20 января 2021 года.

## Ранний период жизни
Прелогар родилась в 1980 году в Бойсе, штат Айдахо, США. В 1998 году окончила Школу Бойсе. В 2002 году с отличием окончила Эморийский университет, получив двойную степень бакалавра искусств в области англистики и русского языка. Была финалисткой стипендии Родса. В 2003 году с отличием окончила Сент-Эндрюсский университет, получив степень магистра литературы. В 2008 году с отличием окончила Юридический факультет Гарвардского университета, став доктором юриспруденции. В Гарварде была редактором журнала Harvard Law Review и финалисткой Ames Moot Court Competition, соревнования учебных судебных процессов.
Свободно говорит по-русски. В 2006 году она выиграла стипендию Overseas Press Club со своим эссе на тему цензуры средств массовой информации в России.

## Карьера
После окончания юридического факультета три года работала судебным клерком. Сначала у судьи Меррика Гарланда в Апелляционном суде США по округу Колумбия с 2008 по 2009 год, затем у судьи Верховного суда США Рут Бейдер Гинзбург с 2009 по 2010 год и у судьи Верховного суда Елены Каган с 2010 по 2011 год. Затем Прелогар занялась частной юридической практикой в Hogan Lovells. Она преподавала курс по Верховному суду и аппелляционной защите в Гарвардской школе права.
С 2014 по 2019 год была помощником генерального солиситора США. С 2016 по 2018 год работала над расследованием спецпрокурора Мюллера. В 2020 году стала партнёром юридической фирмы Cooley LLP. В январе 2021 года Президент США Джо Байден назначил её первым заместителем генерального солиситора и исполняющим обязанности генерального солиситора. 10 августа 2021 года Байден выдвинул Прелогар на должность генерального солиситора.
28 октября 2021 года Сенат США утвердил Прелогар на пост генерального солиситора 53 голосами против 36, что сделало её второй женщиной, занявшей этот пост.

## Личная жизнь
Прелогар была Юной Мисс Айдахо в 1998 году, Мисс Айдахо США в 2001 году и Мисс Айдахо в 2004 году.
Она пожертвовала средства на президентскую кампанию Барака Обамы в 2012 году и на президентскую кампанию Хиллари Клинтон в 2016 году.
Прелогар участвовала в учебном судебном процессе с Бреттом Кавано и Кетанджи Браун Джексон в 2016 году до их выдвижения в Верховный суд США.
31 мая 2008 года она вышла замуж за Брэндона Прелогар в Гватемале. У них двое сыновей.